# 岩本泰平
岩本 泰平（いわもと たいへい、1994年7月20日 - ）は、日本海テレビのアナウンサー。

## 来歴・人物
大阪府大阪市出身。大阪府立東住吉高等学校、関西大学法学部卒業後、2018年に中海テレビ放送に入社する。
中海テレビ放送在職中は営業、報道記者、ディレクターとして活動。
2020年9月末で中海テレビ放送を退社し、同年10月から日本海テレビにアナウンサーとして入社。日本海テレビ入社後は、スポーツ実況の他、主にニュースキャスターとして活動している。
2022年12月26日から2023年2月28日まで、日本海テレビの男性社員としては初の育児休業を取得した。
大学時はスキューバダイビングサークルPRIMAREに所属。
なお、社会人となってからは、本人曰くスキューバダイビング、サーフィンを趣味としている、とのこと。

## 現在の担当番組

### 日本海テレビ
育児休業を取得している期間（2022年12月26日 - 2023年2月28日）には放送上、休業前に収録済みの番組にのみ出演。
- One（2024年7月1日 - ）
  - 特集「山陰スカイウォーカー」（月曜日）、中継（金曜日）[8]
- 海と日本プロジェクト SEA TOTTORI - 推進リーダー（2021年5月1日 - ）
- 定時ニュース（下記番組のローカル枠。）
  - NNNストレイトニュース（ローカルニュース。土曜のみ直後の天気予報を兼務）[注 1]
  - news every.サタデー（ローカルニュース・天気予報）[注 2]
  - 真相報道 バンキシャ!（ローカルニュース）[注 3]
- スパイス!!（2025年1月18日）
  - わくわくテレビランド（山陰の民放テレビ局（日本海テレビ、TSKさんいん中央テレビ、BSS山陰放送（BSSテレビ））が共同で開催するイベント）会場（くにびきメッセ）から生中継[9]
- news every.（日本テレビ、全国ニュース）
  - 鳥取駅から裏送り中継（2024年1月24日、第1部。ローカルセールス枠のため、日本海テレビは非ネット。）[10][11]
- JOY+（BSSテレビ、2025年1月18日） - わくわくテレビランド（山陰の民放テレビ局（TSKさんいん中央テレビ、BSS山陰放送（BSSテレビ）、日本海テレビ）が共同で開催するイベント）会場（くにびきメッセ）の日本海テレビブースを紹介。

## 過去の担当番組

### 日本海テレビ
- ニュースevery日本海（ - 2024年6月）
  - フィールドキャスター（2021年3月29日 - ）、鳥取駅から中継（2024年1月24日）
- 定時ニュース（下記番組のローカル枠。）
  - おびわんっ!（ローカルニュース）
    - 鳥取駅から中継（2024年1月24日）
- 能登半島地震被災地の取材と中継（NNN取材団の記者として現地で取材。）
  - NNNストレイトニュース（日本テレビ、全国ニュース）
    - 石川県輪島市（市立輪島病院）の取材と中継（2024年2月5日、全国ニュース。テロップはテレビ金沢送出）[12][13][14][15][16]
    - 石川県輪島市の取材と中継（2024年2月10日、全国ニュース。テロップはテレビ金沢送出）[17][18]

  - news every.（日本テレビ、全国ニュース）
    - 石川県輪島市（市立輪島病院）の取材と中継（2024年2月5日、第2部。ローカルセールス枠であるが、テレビ新潟『夕方ワイド新潟一番』・北日本放送『いっちゃん☆KNB』・テレビ金沢『となりのテレ金ちゃん』・福井放送『おじゃまっテレ ワイド&ニュース』[注 4]・日本海テレビ『ニュースevery日本海』でもネット受け。）[19][20]

  - 北國新聞ニュース（テレビ金沢、石川県内向けローカルニュース。）
    - 石川県珠洲市の取材と中継（2024年2月7日 15:50 - 15:53）[21][22][23]

  - となりのテレ金ちゃん（テレビ金沢、石川県内向け夕方ワイド番組。）
    - 石川県珠洲市の取材と中継（2024年2月7日）[24][25][26]

  - Pre-dawn Update（日テレNEWS24）
    - 石川県珠洲市の取材と中継（2024年2月8日。2月7日にテレビ金沢で放送されたもの。テロップはテレビ金沢送出）[27][28]

  - news every.サタデー（日本テレビ、全国ニュース）
    - 石川県輪島市の取材と中継（2024年2月10日、全国ニュース。テロップはテレビ金沢送出）[29][30]

### 中海テレビ放送
- 中海再生への歩み〜市民と地域メディアはどう関わったのか〜（2019年11月）[31]